# شارون ليتل
شارون ليتل (بالإنجليزية: Sharon Little)‏ هي مغنية مؤلفة أمريكية، ولدت في 1980.

## وصلات خارجية
- الموقع الرسمي
- شارون ليتل على موقع ميوزك برينز (الإنجليزية)
- شارون ليتل على موقع ديسكوغز (الإنجليزية)